# Бубак, Зигфрид
Зи́гфрид Бу́бак (нем. Siegfried Buback; 3 января 1920, Вильсдруф, Саксония, Германия — 7 апреля 1977, Карлсруэ) — немецкий юрист, служивший с 31 мая 1974 года и вплоть до своей смерти главным федеральным прокурором при Верховном суде Германии. Его убийство членами Фракции Красной армии считается началом террора 1977 года, который достиг апогея «Немецкой осенью».

## Биография
Родился в Саксонии в 1920 году, в семье чиновника. Изучал юриспруденцию в Лейпцигском университете. 11 апреля 1940 года написал прошение о вступлении в Национал-социалистическую рабочую партию, которое было удовлетворено в июле 1940 года (член НСДАП № 8179469). Сдав государственный экзамен в 1941 году, поступил на службу в вермахт. В 1945 году сдался в плен, откуда был освобождён в 1947 году. В 1950 году сдал второй государственный экзамен и поступил на службу в Нижней Саксонии на должность асессора. С 1953 года — на должности прокурора, а с 1959 — главного прокурора. Известность пришла к Бубаку впервые в 1962 году, когда он инициировал расследование, называемое «Дело журнала „Шпигель“», обвинив его основателя и издателя Рудольфа Аугштайна в измене родине. С 1963 года Бубак перешёл в генпрокуратуру, где в 1969 году играл важную роль в кропотливом многомесячном расследовании сенсационного убийства военнослужащих в Лебахе и был одним из ведущих следователей «аферы Гийома», распутывание которой привело к отставке канцлера ФРГ Вилли Брандта в 1974 году. В том же году Бубак стал преемником Людвига Мартина на посту Генерального прокурора ФРГ.

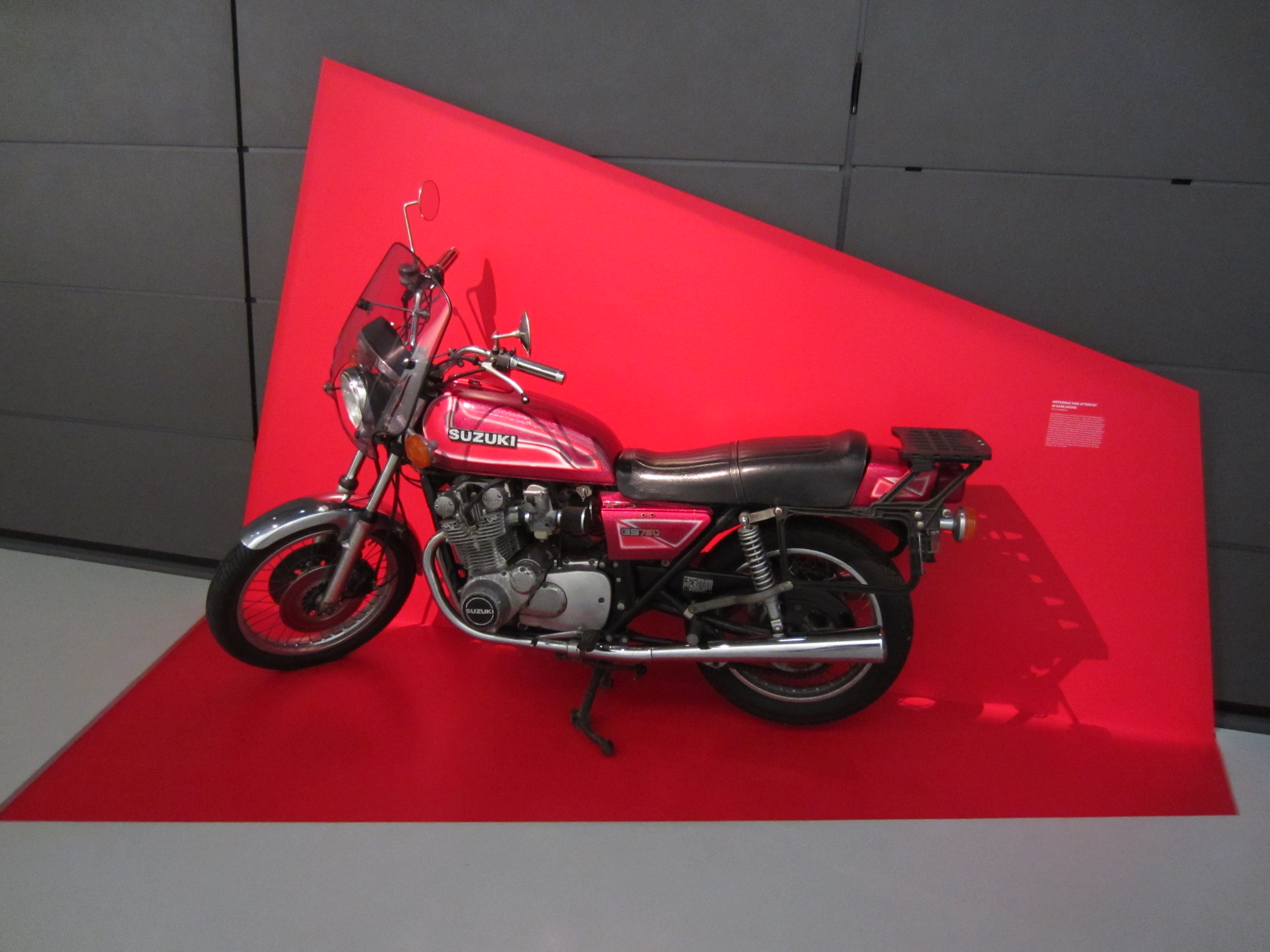
Мотоцикл Suzuki GS750, применявшийся РАФ во время покушения на Бубака

## Убийство
7 апреля 1977 года в Великий четверг Зигфрид Бубак в сопровождении двух человек ехал в своём служебном автомобиле Mercedes-Benz 230.6 из своей квартиры в Нойройте на работу в Верховный суд ФРГ. Сам прокурор находился на пассажирском сиденье рядом с водителем, 30-летним Вольфгангом Гебелем. На заднем сиденье ехал 43-летний директор автопарка Генпрокуратуры Георг Вюрстер. 

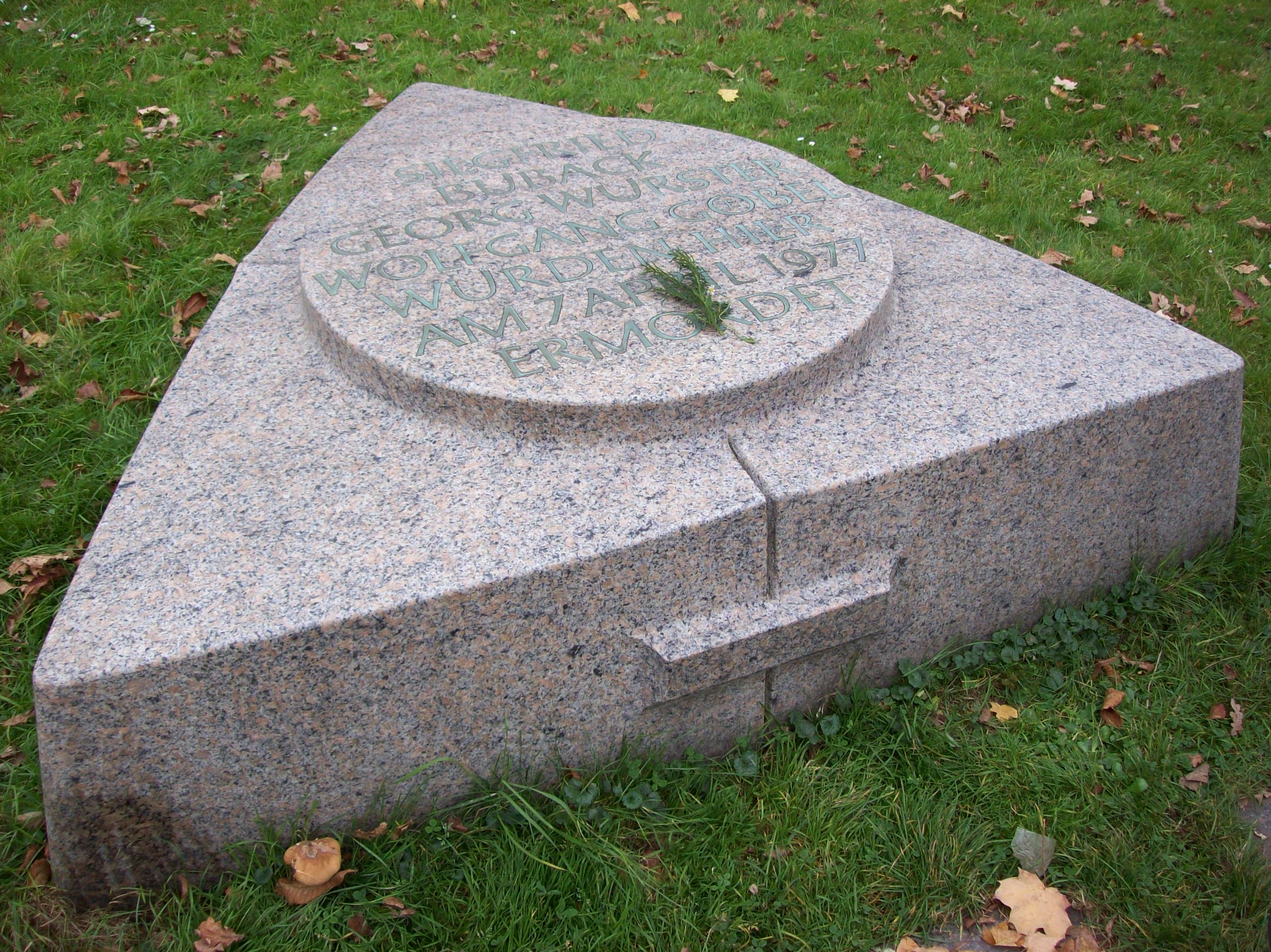
Мемориальный камень в Карлсруэ

 Автомобиль остановился на красный свет светофора на пересечении улиц Ландштрассе (Landstraße, сегодня Willy-Brandt-Allee) и Мольткештрассе (Moltkestrasse). Справа от машины оказался мотоцикл Suzuki GS750, с двумя пассажирами в оливковых мотоциклетных шлемах, один из которых произвёл по прокурорскому автомобилю 15 выстрелов из полуавтоматической винтовки HK 43, ранив всех троих. Водитель покинул автомобиль, который будучи оснащённым ручной коробкой передач прокатился несколько метров и врезался в столб. Генеральный прокурор и водитель скончались на месте происшествия. Директор автопарка умер от полученных ран в больнице через шесть дней, 13 апреля. Личности стрелявшего и управлявшего мотоциклом тогда установить не удалось. Было заявлено, что его смерть, фактически казнь, стала местью за убийство Ульрики Майнхоф, в организиции которого Бубака обвиняли.
Был женат на Инге Бубак (?—06.09.2012).

## Память
- В городе Карлсруэ именем Зигфрида Бубака названа одна из площадей (Siegfried-Buback-Platz)[11][12].